# Roy Bentley
Roy Thomas Frank Bentley, más conocido como Roy Bentley (Brístol, Inglaterra; 17 de mayo de 1924-20 de abril de 2018), fue un futbolista británico que se desempeñó como delantero en clubes como el Newcastle United y el Chelsea FC. Es junto con Peter Osgood el cuarto máximo goleador en la historia del Chelsea, al haber marcado 150 goles entre 1948 y 1956.

## Selección nacional
Fue internacional con la Selección de fútbol de Inglaterra en 12 ocasiones y marcó 9 goles. Debutó el 13 de mayo de 1949, en un encuentro amistoso ante la selección de Suecia que finalizó con marcador de 3-1 a favor de los suecos.

### Participaciones en Copas del Mundo
| Mundial                        | Sede   | Resultado    |
| ------------------------------ | ------ | ------------ |
| Copa Mundial de Fútbol de 1950 | Brasil | Primera fase |

## Clubes
| Club                | País       | Año       |
| ------------------- | ---------- | --------- |
| Newcastle United    | Inglaterra | 1946-1948 |
| Chelsea FC          | Inglaterra | 1948-1956 |
| Fulham FC           | Inglaterra | 1956-1960 |
| Queens Park Rangers | Inglaterra | 1960-1962 |

## Palmarés

### Campeonatos nacionales
| Título         | Club       | País       | Año     |
| -------------- | ---------- | ---------- | ------- |
| First Division | Chelsea FC | Inglaterra | 1954-55 |
| Charity Shield | Chelsea FC | Inglaterra | 1955    |